# Bulldogs de Naucalpan
Los Bulldogs de Naucalpan son un equipo mexicano de fútbol americano con sede en Naucalpan, Estado de México. Compiten en la Liga Fútbol Americano de México (FAM) y juegan sus partidos como local en el MCA Jaime Labastida de los Redskins.
Los Bulldogs son uno de los dos equipos profesionales de fútbol americano que hay en Naucalpan, el otro son los Raptors de la Liga de Fútbol Americano Profesional (LFA).

## Historia
Los Bulldogs de Naucalpan fueron creados en 2018 y son uno de los cinco equipos fundadores de la liga Fútbol Americano de México (FAM), una liga de fútbol americano en México iniciada como alternativa a la Liga de Fútbol Americano Profesional de México.
Los Bulldogs fueron el primer equipo de la liga en ser presentados oficialmente, en septiembre de 2018.

### Temporada 2019
Para la temporada 2019, los Bulldogs juegan sus partidos como local en el Estadio Alfredo Hernandez Verduzco (más conocido como Perros Negros), con capacidad para 2,500 personas y tienen como entrenador en jefe a Juan Garrido.